# Patacamaya (gemeente)
Patacamaya is een gemeente (municipio) in de Boliviaanse provincie Aroma in het departement La Paz. De gemeente telt naar schatting 23.560 inwoners (2018). De hoofdplaats is Patacamaya.